# Giacomo Brancoli
Giacomo Brancoli (Livorno, 10 dicembre 1991) è un rugbista a 15 italiano, terza linea ala della formazione fiorentina I Medicei.

## Biografia
Nato e cresciuto sportivamente nelle giovanili del Livorno e dopo aver frequentato l'Accademia Federale di Tirrenia, durante la stagione 2010-11 esordì in prima squadra in Serie A1.
Nell'estate del 2012 è stato ingaggiato dal Calvisano per il successivo campionato di Eccellenza
Nel 2011, nelle file della Nazionale Under-20, ha disputato il torneo Sei Nazioni di categoria.
A gennaio 2014 viene ufficializzato l'ingaggio a L’Aquila. Nell'estate del 2014 si trasferisce alla Lazio.